# Brasil Telecom
A Brasil Telecom (BrT) foi uma empresa de telecomunicações do Brasil, originada da privatização da Telebrás. Anteriormente conhecida por Tele Centro Sul, atuava nos estados do Acre, Rondônia, Tocantins, Mato Grosso, Mato Grosso do Sul, Goiás, Paraná, Santa Catarina, Rio Grande do Sul, além do Distrito Federal e oferecia, para todo o País, serviços de longa distância nacional e internacional com o código 14.
A partir de 17 de maio de 2009, a empresa adota o nome fantasia Oi usado pela Telemar Norte Leste. A empresa provia conexão à internet em alta velocidade com a marca Turbo, que usava a tecnologia ADSL, oferecia conteúdo 100% banda larga (BrTurbo e BrTurbo Empresas) e acesso sem fio com tecnologia Wi-Fi com o BrTurbo ASAS, posteriormente o Turbo teve seu nome mudado para Oi Velox. Também compunham o Grupo Brasil Telecom os portais e provedores de acesso iG e o iBest, que juntos faziam da empresa a maior provedora de internet da América Latina.
A companhia chegou a contar com mais 10,8 milhões de linhas fixas em serviço era a segunda maior base de acessos banda larga da América Latina (1,3 milhão de acessos). Em pouco mais de dois anos, a operação celular superou a marca de 5,1 milhões de acessos, desempenho que surpreendeu o mercado mundial de telecomunicações e que lhe garantiu a primeira posição em conquista de market share entre operadoras que foram "quarta entrante" em seus mercados.
A empresa foi incorporada pela Oi no dia 17 de maio de 2009 passando a não vender mais inúmeros serviços da Brasil Telecom. Ao lado da Oi, tem o maior número de reclamações e o pior número de atendimento dos clientes no Brasil, segundo o Ministério das Telecomunicações.

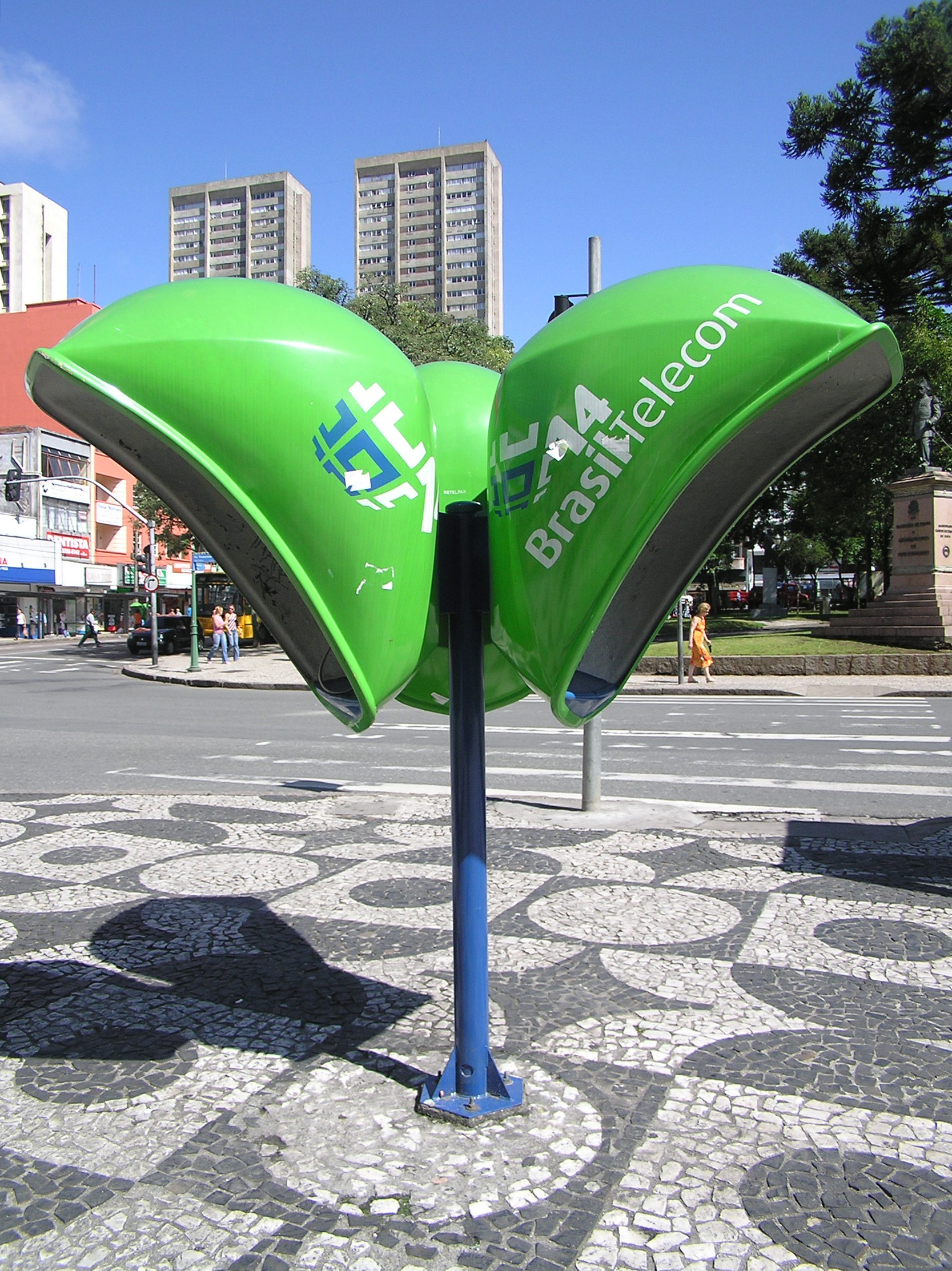
Orelhão da extinta Brasil Telecom em Curitiba - PR

## Surgimento

Área de atuação de linha fixa da Brasil Telecom

A empresa é uma das três companhias que surgiram da cisão da Telebrás. Umas delas era a Tele Centro Sul, devido aos seus serviços cobrirem os estados da região sul e central do Brasil, tendo sido formadas pelas companhiasː CTMR (Rio Grande do Sul), Telegoiás, Telebrasília, Telemat, Telems, Teleacre, Teleron, Telepar e Telesc.
O Sistema Telebrás foi privatizado no dia 29 de julho de 1998. Um consórcio formado pelo Timepart (Teleunion, Telecom Holding e Privtel) (62%), Telecom Itália - STET (19%) e Invitel/Techold (Opportunity, Previ, Telos, Funcef, Petros, Sistel) (19%) pagou 2,07 bilhões de reais para comprar a Tele Centro Sul.
Em 2000, a companhia adquiriu a CRT por R$ 1,4 bilhão, incorporando a empresa. A CRT pertencia ao governo do Rio Grande do Sul  (acionista majoritário) e era uma empresa de telefonia que não fazia parte da Telebrás, logo não integrava a Tele Centro Sul, tendo sido adquirida por um consórcio liderado pela Telefónica em 1996 e em 1998 adquiriu o controle total. Também em 2000, a Brasil Telecom consolidou as dez empresas em uma única companhia.
Em 2001, foi criada a subsidiária BrT Serviços de Internet. Em outubro de 2001, foi lançado o BRTurbo, provedor de acesso rápido à internet.
Em 2002, a BrT Serviços de Internet comprou o sistema de cabos submarinos de fibra ótica do grupo GlobeNet ligando Brasil, Venezuela e Estados Unidos e a Brasil Telecom comprou 19,9% da MetroRED, dona de rede de dados interligando São Paulo, Rio de Janeiro, Belo Horizonte e outros centros urbanos. 
Entre 2002 e 2003, a BrT Serviços de Internet comprou 100% do capital social do provedor de acesso gratuito à Internet iBest.
A subsidiária Brasil Telecom GSM iniciou o serviço de telefonia celular em 2004, após autorização da Anatel e participação em leilão da Banda E em 2002.
Em maio de 2004, o iG foi adquirido pela Brasil Telecom, tendo o negócio sido anunciado na entrega do Prêmio iBest. Adotou-se um novo logotipo, mantida a cor azul, agora definido como "Internet Generation". Os provedores de acesso à internet da Brasil Telecom (iG, iBest e BrTurbo) formavam o Internet Group. A fusão com os portais iBest e BrTurbo foi concluída em 2006, marcada por nova campanha publicitária.
Em 2004, o controle da holding Brasil Telecom Participações era exercido pela Solpart Participações, que tinha 53,6% das ações ordinárias. A Solpart Participações, que tinha 62% do capital com direito a voto, além da Telecom Italia (19%) e Techold (19%), controlada por fundos de pensão e o fundo CVC/Opportunity.
O controle da Timepart estava dividido entre a Teleunion (33,8%), a Privtel (33,1%) e a Telecom Holding (33,1%), vinculada ao Citigroup. 
A empresa passou por um longo processo de disputa entre seus sócios.
As ações da Brasil Telecom eram negociadas pela B3, onde faziam parte do Índice Bovespa (Ibovespa), bem como da New York Stock Exchange.
Em 2006, lançou o IPTV, além do Único (telefone que operava como fixo e celular). 
Em 2007, tiveram início as operações da Brasil Telecom Call Center e em 2008 a BrT Card Serviços Financeiros.
Em 2007, os provedores de acesso à internet do Internet Group (iG, iBest e BrTurbo) possuíam cerca de 1,4 milhão de clientes banda larga e mais de 4 milhões de clientes dial-up (conexão discada). O portal era o terceiro maior em audiência nacional, obtendo mais de 11,2 milhões de unique visitors residenciais mensais.
Em 2009, a base de clientes Brasil Telecom compreendia 8,1 milhões de terminais fixos em serviço, mais de 5,6 milhões de acessos móveis, 282 mil terminais de uso público e 1,8 milhão de acessos ADSL (banda larga).

## Venda
Em julho de 2007, a Telecom Italia chegou a um acordo com três fundos de pensão brasileiros (Previ, Petros e Funcef), Citigroup e Opportunity para vender, por US$ 515 milhões, 38% das ações que possui da Solpart, companhia que controla 51% da Brasil Telecom Participações.
A Oi comprou a operadora Brasil Telecom em 2008 por R$ 5,863 bilhões. O negócio foi acertado entre as duas empresas e a Oi incorporou a Brasil Telecom em 17 de maio de 2009. A partir desta, a empresa teve somente mudanças de nomes, preços e políticas da empresa, sendo utilizada a mesma infraestrutura da antiga Brasil Telecom.

## Fim da marca
Com a operadora sendo absorvida, a Oi obteria abrangência nacional e ficou acertado que o nome Brasil Telecom desapareceria aos poucos em todos os lugares possíveis para não confundir o consumidor. Fachadas, orelhões, cartazes publicitários, e na própria sede da empresa o nome foi substituída pela Oi que passava por uma reestruturação de marca para obter a sua abrangência. Além disso, o portfólio da Brasil Telecom deixou de ser oferecido a medida que a marca desaparecia.
Em 2011, o nome Brasil Telecom deixou de ser vinculado definitivamente e sua famosa promoção de bônus chamada "Pula-Pula" foi encerrada pela Oi.